# Анна Великая Комнина
Анна Великая Комнина (ср.-греч. Ἀννα Μεγάλη Κομνηνή) или Анна Анахутлу (тур. Anna Anahutlu, ср.-греч. Ἀννα Ἀναχουτλοῦ; конец XIII века, Трапезунд — 3 сентября 1342, там же) — императрица Трапезунда из династии Великих Комнинов в 1341—1342 годах, период междуцарствия и гражданской войны.
Первоначально Анна приняла постриг и была монахиней и настоятельницей монастыря, но когда в ходе борьбы за власть погибли все её старшие братья она вернулась в Трапезунд и при помощи лазско-грузинского войска захватила трон. Ей удалось отразить тюркское вторжение и пленить и отправить в ссылку претендовавшего на трон дядю Михаила. Однако внутренняя и экономическая политика императрицы была крайне неудачной, что вкупе с внешним недовольством её правлением привело к прибытию сына ссыльного Иоанна, восстанию и удушению Анны.

## Ранние годы
Анна Великая Комнина родилась в конце XIII века в городе Трапезунде, столице одноимённой империи. Она была старшей дочерью императора Алексея II из династии Великих Комнинов, который правил Трапезундом с 1297 по 1330 год, и 5 ребёнком в семье, поскольку у неё было 4 старших брата — Андроник, Василий, Михаил и Георгий. Уже после рождения Анны в семье родилась ещё одна дочь, получившая имя Евдокия. Двух младших братьев убили в 1330 году по приказу самого старшего из сыновей Алексея, унаследовавшего трон после кончины отца. Анна приняла постриг и стала покровительницей небольшого монастыря, посвященного святому Евфимию Великому, который находился в Иерусалиме. По предположению историка У. Миллера, принятие пострига произошло в том же монастыре, которому Анна покровительствовала.
Матерью Анны была грузинка Джияджак Джакели. По словам С. П. Карпова, прозвище будущей императрицы Анахутлу имело тюркское происхождение, как и прозвище двух её братьев от той же матери — Михаила, которого звали Азахутлу, и Георгия, который носил прозвище Аспуга. Таким же тюркским было и имя самой матери — Джияджак, куманский вариант популярного у тюрок имени имени Чичек. Мишель Куршанкис писал, что это соответствует принципу именования детей у грузин, что зависели от монголо-татар. Известно, что отец Джияджак Бека I платил Ильхану Газан-хану харадж и присылал своё войско на помощь во время боевых действий. С. Кеннеди писал, что это прозвище могло быть сочетанием имени «Анна» с тюркским «хутлу», что переводится как «благословенная».

## Приход к власти

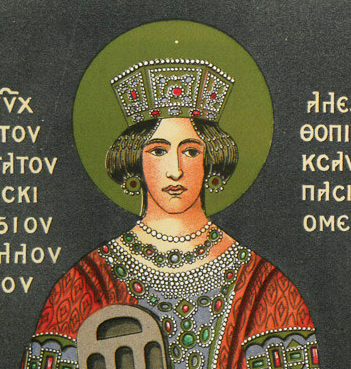
Императрица Ирина Палеологиня, свернутая Анной.

8 января 1332 года после года и 8 месяцев правления скончался самый старший из братьев Анны Андроник III. В результате начавшейся династической борьбы к власти пришла Ирина Палеологиня, которая, по мнению многих в империи, была причастна к смерти предыдущего властителя империи, брата Анны Василия. Придя к власти, Ирина выслала из страны многих своих политических противников, в частности тёзку Ирину и двух сыновей Василия, чем оттолкнула от себя значительную часть знати. Это привело к образованию двух противоборствующих фракций. Ирина направила людей к своему отцу в Константинополь с просьбой поддержки, которая не увенчалась успехом, поскольку Андроник III на тот момент уже скончался, и Византия погрузилась в кризис.
В 1340—1341 годы Анна бежала из своего монастыря после того, как в империи началась своя смута, когда многие представители знатных домов Трапезунда, как греки, так и лазо-греки, выступили против Ирины. Все братья Анны к тому моменту были убиты; единственными детьми Алексея остались она и Евдокия, которая вышла замуж за тюрка. Ирине удалось добиться временного успеха и разбить мятежников при поддержке великого дуки евнуха Иоанна, однако затем на земли Трапезунда напали туркоманы из Амиды, которые разграбили округу столицы империи и сожгли сам город. Это привело к политическому коллапсу в империи, на фоне которого Анна предъявила свои права на трон и 17 июля захватила его при поддержке лазского войска. Несмотря на значительное количество солдат из Грузии, что участвовали в конфликте, остаётся неясным, вмешался ли во внутренний конфликт её царь или же это были наёмники или местные жители. Кроме этого остаётся неизвестным и то, почему грузинская знать выбрала именно её в качестве наиболее достойной кандидатуры — хотя она и была дочерью Алексея II и старшей из его выживших детей, она была женщиной и к тому же бывшей монахиней. Помимо неё и Евдокии в живых оставались брат Алексея Михаил и его сын Иоанн. Впрочем, известно, что оба проживали далеко от родины, в Константинополе.
Анна двинулась во главе своей армии прямо на Трапезунд, не встретив никакого сопротивления. Многие местные жители присоединялись по пути к её армии. 17 июля 1341 года войско Анны оказалось близ стен Трапезунда. За несколько дней до прибытия армии Ирина окончательно отреклась от престола. Население города приняло Анну и провозгласило её новой императрицей, хотя сторонники назвали Анну ей раньше, ещё в Лазике. Ирина царствовала год и 4 месяца.

## Правление
Хотя Анну предпочли Ирине и Евдокии, она всё же была женщиной, и многие представители трапезундской знати считали её дядю Михаила наиболее достойным преемником. Против неё были настроены несколько знатных трапезундских семей, а также первая из фракций, что образовалась в годы правления Ирины. Император Византии Иоанн VI Кантакузин ещё до переворота вновь отказал Ирине в помощи и затем, не зная о случившемся, направил в Трапезунд Михаила, который должен был принять власть. Он прибыл туда через три недели после начала правления Анны, 30 июля 1341 года, при поддержке Никиты Схолария и Григория Мицомата, а также 2—3 итальянских кораблей и «отряда латинян». Первоначально процессию встретили с почестями, и, по словам Ф. И. Успенского, «казалось, что его права на трон будут одобрены всеми партиями». Однако грузин тревожило то обстоятельство, что Михаил являлся мужем Ирины и столь явно поддерживался одной из враждующих партий. У него был недостаток сил и людей, поддерживавших его лично, что привело к поражению готовящегося переворота: митрополит Акакий принял его, но затем предал и заточил в Инее, а затем в Лимнии. Часть его сторонников перебили, остальным, в частности, предводителям фракций и Константину Дораниту, удалось бежать на кораблях Венеции или Генуи. Ранее туда отправили и Ирину Палеологиню. В это время произошёл раскол среди её бывших противников.
Многие сторонники Анны надеялись, что её правление будет успешным для империи. В частности в августе 1342 года войска Трапезунда отразили набег тюркских сил из Ак-Коюнлу, однако внутренняя и экономическая политика императрицы была разочаровывающей. Анну не поддерживали и на международном уровне — византийские Палеологи, которых не устраивало низложение Ирины, и итальянские республики, Венецианская и Генуэзская, выступали против неё. Победа над тюрками не помогла избавиться от этих противников. При этом известно, что как минимум одна семья отказалась поддерживать Анну Анахутлу примерно в это же время. Находящиеся в Константинополе её противники почти год уговаривали императрицу Анну Савойскую и Алексея Апокавка отпустить с ними сына Михаила, Иоанна. 17 августа он отплыл на 3 генуэзских и 2 своих кораблях. Никифор Григора писал, что они плыли в течение 10 дней, после чего оказались в порту Трапезунда. Против них вышли сторонники Анны, однако в самой столице взбунтовались местные жители. 3 сентября 1342 года Анну задушили, а на следующий день город пал. 9 сентября Иоанна короновали на амвоне храма Богородицы Хрисокефала. Начались репрессии против враждебной новому императору аристократии, в том числе и в провинциях в ходе которых многих сторонников Анны перебили. Поминание ей написал инок Иерусалимского монастыря св. Евфимия трапезундец Герасим.

### Книги
- Анна Великая Комнина Анахутлу // Византийский словарь. В 2 т / составление и общая редакция К. А. Филатова. — СПб.: Амфора, РХГА, Издательство Олега Абышко, 2011. — Т. 1. — С. 95—96. — 575 с. — ISBN 978-5-517-08507-8.
- Карпов С. П. История Трапезундской империи. — 2-е изд., исправ. и доп. — СПб.: Алетейя, 2017. — 745 с. — (Новая Византийская библиотека. Исследования). — ISBN 978-5-903-35407-8.
- Успенский Ф. И. Очерки истории Трапезундской империи / предисловие и ред. С. А. Жебелева. — СПб.: Евразия, 2003. — 320 с. — (Clio). — ISBN 5-8071-0141-3.
- Шукуров Р. М. Великие Комнины и Восток (1204—1461) / под ред. С. П. Карпова. — СПб.: Алетейя, 2001. — 446 с. — (Византийская библиотека. Исследования). — ISBN 978-5-893-29337-1.
- Anna Anachoutlou (r. 1341–1342) (англ.) // Commire Anne[англ.] & Klezmer Deborah (ed's) Women in world history : a biographical encyclopedia. — Waterford, CT: Yorkin Publications[англ.], 1999. — Vol. 1: Aak—Azz. — ISBN 978-0-787-64080-4.
- Finlay George. The History of Greece. — Edinburgh & London: William Blackwood and Sons[англ.], 1851. — Vol. II: From its Conquest by the Crusaders to its Conquest by the Turks, and of the Empire of Trebizond 1204–1461. — XIII, 519 p.
- Panaretos & Bessarion. Two Works on Trebizond / ed. and trans. by Scott Kennedy. — Cambridge, MA: Harvard University Press, 2019. — XXIV, 294 p. — (Dumbarton Oaks Medieval Library, vol. 52). — ISBN 978-0-674-98662-6.
- Miller William. Empire of Trebizond, the Last Greek Empire. — London; New York; Toronto: Society for Promoting Christian Knowledge[англ.]; Macmillan & Co., 1926. — V, 139 p.
- Wroth Warwick[англ.]. Catalogue of the Coins of the Vandals, Ostrogoths and Lombards, and of the Empires of Thessalonica, Nicaea and Trebizond in the British Museum (англ.). — London: Printed by order of the Trustees, 1911. — XCIV, 344 p.

### Статьи
- Радловъ В. О языкѣ кумановъ, по поводу изданія Куманского словаря (рус. дореф.) // Записки Императорской академіи наукъ. — СПб.: Тип. Императорской академиіи наук, 1884. — Май (т. 44). — С. 1—53.
- Jackson Williams Kelsey. A Genealogy of the Grand Komnenoi of Trebizond (англ.) // Foundations: The Journal of the Foundation for Mediaeval Genealogy. — Chobham, 2007. — Vol. 2, no. 3. — P. 171—189. — ISSN 1479-5078.
- Lang David M. Georgia in the Reign of Giorgi the Brilliant (1314–1346) (англ.) // Bulletin of the School of Oriental and African Studies. — London: CUP, 1955. — Vol. 17, no. 1. — P. 74—91. — ISSN 0041-977X. — doi:10.1017/S0041977X00106354. — JSTOR 609230.
- Shukurov Rustam M. AIMA : the Blood of the Grand Komnenoi (англ.) // Byzantine and Modern Greek Studies. — Birmingham: Centre of Byzantine, Ottoman and Modern Greek Studies at the University of Birmingham, 1995. — Vol. 19. — P. 161—181. — ISSN 0307-0131. — doi:10.1179/030701395790836630.